# Cho Yi-hyun
Cho Yi-hyun (조이현?, Cho I-hyeonLR; Gwangmyeong, 8 dicembre 1999) è un'attrice sudcoreana.

## Biografia
Ha debuttato nel 2017. Ha firmato un contratto esclusivo con JYP Entertainment nel 2018, ma l'anno successivo si è trasferita alla Artist Company.

## Filmografia

### Cinema
- On My Way Home - cortometraggio (2018)
- Metamorphosis, regia di Hongsun Kim (2019)
- Homme Fatale, regia di Nam Dae-joong (2019)

### Televisione
- Real Life Love Story: – serie TV (2017)
- Revenge – serie TV (2017)
- Witch at Court – serie TV (2017)[4]
- The Guest – serie TV (2018)
- Bad Papa – serie TV (2018)[5]
- Less Than Evil – serie TV (2018)[6]
- My Country: The New Age – serie TV (2019)[7]
- Hospital Playlist (슬기로운 의사생활?, Seulgiro-un uisasaenghwalLR) – serie TV (2020-2021)
- Gye-yak unjeong (계약우정?) – serie TV (2020)[8]
- Hakgyo 2021 – serie TV (2021)[9]
- Non siamo più vivi – serie TV (2022)[10][11]
- Hollyedaecheop – serie TV (2023)
- Perdutamente innamorata (견우와 선녀?, Gyeon-u-wa seonnyeoLR) – serie TV (2025)